# Colombiano-americani
I Colombiano-americani  (in inglese Colombian Americans e in spagnolo colombo-americanos) sono gli statunitensi di origine colombiana.
Sono il più grande gruppo etnico del Sudamerica negli Stati Uniti.

## Demografia

### Gli stati con la più alta popolazione di colombiani
I 10 stati degli Stati Uniti più popolosi sono: (Source: 2010 Census)
| Stato/Territorio  | Popolazione di colombiano americani (Censimento del 2010) |
| ----------------- | --------------------------------------------------------- |
| Florida           | 300.414                                                   |
| New York          | 141.879                                                   |
| New Jersey        | 101.593                                                   |
| California        | 64.416                                                    |
| Texas             | 50.810                                                    |
| Georgia           | 26.013                                                    |
| Massachusetts     | 23.843                                                    |
| Connecticut       | 20.048                                                    |
| Illinois          | 19.345                                                    |
| Carolina del Nord | 17.648                                                    |